# Club Deportivo Chetumal
Der Club Deportivo Chetumal ist ein mexikanischer Sportverein mit Sitz in Chetumal, der Hauptstadt des Bundesstaates Quintana Roo.  Bekannt ist vor allem seine Fußballabteilung, die zwischen 1985 und 1992 in der zweithöchsten Spielklasse des Landes vertreten war.

## Geschichte
Die Fußballmannschaft spielte zu Beginn der 1980er Jahre in der Tercera División und stieg als Vizemeister dieser seit 1982 nur noch viertklassigen Liga im Sommer 1985 in die drittklassige  Segunda División 'B' auf. Durch den Erwerb der Zweitligalizenz des finanziell angeschlagenen Traditionsvereins Unión de Curtidores übersprang Chetumal die dritte Liga und startete in der Saison 1985/86 in der zweitklassigen  Segunda División.
Bereits in der ersten Zweitliga-Saison 1985/86 musste Chetumal in die Relegation und schaffte den Klassenerhalt nur aufgrund des besseren Torverhältnisses gegenüber dem Absteiger  CSD Azucarero. Auch 1986/87 musste die Mannschaft in die Relegation, die sie in den folgenden beiden Spielzeiten (1987/88 und 1988/89) vermeiden konnte. Zum einzigen Mal gelang in der Saison 1989/90 die Qualifikation für die Meisterschaftsendrunde, doch in ihrer Gruppe blieb die Mannschaft in allen sechs Spielen ohne einen einzigen Punktgewinn. Zwei Jahre später (1991/92) stieg die Mannschaft in die Segunda División 'B' ab, in der sie in den beiden folgenden Spielzeiten vertreten war. In der Saison 1993/94 belegte sie den letzten Platz und stieg in die viertklassige Tercera División ab, aus der sie neun Jahre zuvor aufgestiegen war.

## Erfolge
- Vizemeister der Tercera División: 1984/85